# Spirit neîmblânzit
Spirit neîmblânzit (titlu original: Spirit Untamed) este un  film 3D de animație și comedie din 2021 produs de DreamWorks Animation și distribuit de Universal Pictures. Este bazat pe serialul Spirit: Cu sufletul liber, care este la rândul său bazat pe filmul din 2002 Spirit - Armăsarul Vestului Sălbatic.

## Povestea
O aventură spectaculoasă despre o fată neînfricată care tânjește după un loc de apartenență, și care descoperă un spirit înrudit atunci când viața ei se intersectează cu un cal sălbatic, Spirit neîmblânzit este următorul capitol din iubita poveste creată de DreamWorks Animation.
Lucky Prescott nu și-a cunoscut niciodată cu adevărat mama care a murit, o talentată călăreață de rodeo din Miradero, un orășel de frontieră.
La fel ca mama ei, Lucky nu este un fan al regulilor și restricțiilor, ceea ce o îngrijorează pe Cora, mătușa care are grijă de ea. Lucky a crescut într-un oraș de pe Coasta de Est, sub supravegherea strictă a Corei, dar, când Lucky își forțează norocul cu prea multe escapade riscante, Cora o trimite înapoi în Miradero la tatăl ei, Jim.
Lucky se simte ca un pește pe uscat în micul orășel, dar totul se schimbă pentru ea când îl întâlnește pe Spirit, un mustang sălbatic cu o fire independentă, și când se împrietenește cu doi călăreți locali, Abigail Stone și tatăl ei, Pru Granger, acesta din urmă fiind cel mai bun prieten al tatălui lui Lucky.
Când un samsar fără inimă și acoliții lui îl fură pe Spirit dimpreună cu ceilalți cai ca să-i scoată la licitație pentru o viață de captivitate și muncă grea, Lucky îi recrutează pe noii ei prieteni ca să-i oprească. Împreună, fetele pornesc în aventura vieții lor pentru a salva calul care i-a oferit lui Lucky cel mai prețios dar - libertatea și sentimentul că are un scop în viață – și care ajutat-o să descopere în ea firea mamei sale, dar și rădăcinile mexicane, la care nu s-ar fi așteptat niciodată.
Spirit neîmblânzit este următorul capitol din îndrăgita franciză produsă de DreamWorks Animation, care a început cu filmul nominalizat în 2002 la Oscar® , Spirit: Stallion of the Cimarron și care mai include un serial TV câștigător de premii Emmy. Scenariul este scris de Aury Wallington (Spirit Riding Free , produs de Netflix și DreamWorks Animation) și Kristin Hahn (Dumplin’). Filmul este regizat de Elaine Bogan (Trollhunters: Tales of Arcadia, produs de Netflix și DreamWorks Animation) și este produs de Karen Foster (coproducător, How to Train Your Dragon). Co-regizorul filmului este Ennio Torresan Jr. (The Boss Baby), iar partitura muzicală a filmului e compusă de Amie Doherty (Undone, produs de Amazon, Marooned, produs de DreamWorks Animation).

## Distribuție
- Isabela Merced - Fortuna Esperanza "Lucky" Navarro-Prescott[2]
- Marsai Martin - Prudence "Pru" Granger[2]
- Mckenna Grace - Abigail Stone[2]
- Walton Goggins - Hendricks[2]
- Andre Braugher - Al Granger[2]
- Julianne Moore - Cora Prescott[2]
- Jake Gyllenhaal - James "Jim" Prescott[2]
- Eiza González - Milagro Navarro-Prescott[2]
- Lucian Perez - Snips Stone
- Joe Hart - James Prescott Sr.
- Alejandra Blengio - Valentina
- Gino Montesinos - Wrangler/Rodeo Cowboy
- Jerry Clarke - Wrangler/Llama Cowboy
- Lew Temple - Wrangler/Conductor
- Gary Anthony Williams - Wrangler
- Alina Chinie- Lucky Prescott (versiune română)
- Dalma Kovacs - Milagro Prescott (versiune română)[3]